# Leverano
Leverano is een gemeente in de Italiaanse provincie Lecce (regio Apulië) en telt 13.981 inwoners (31-12-2004). De oppervlakte bedraagt 48,8 km², de bevolkingsdichtheid is 286 inwoners per km².

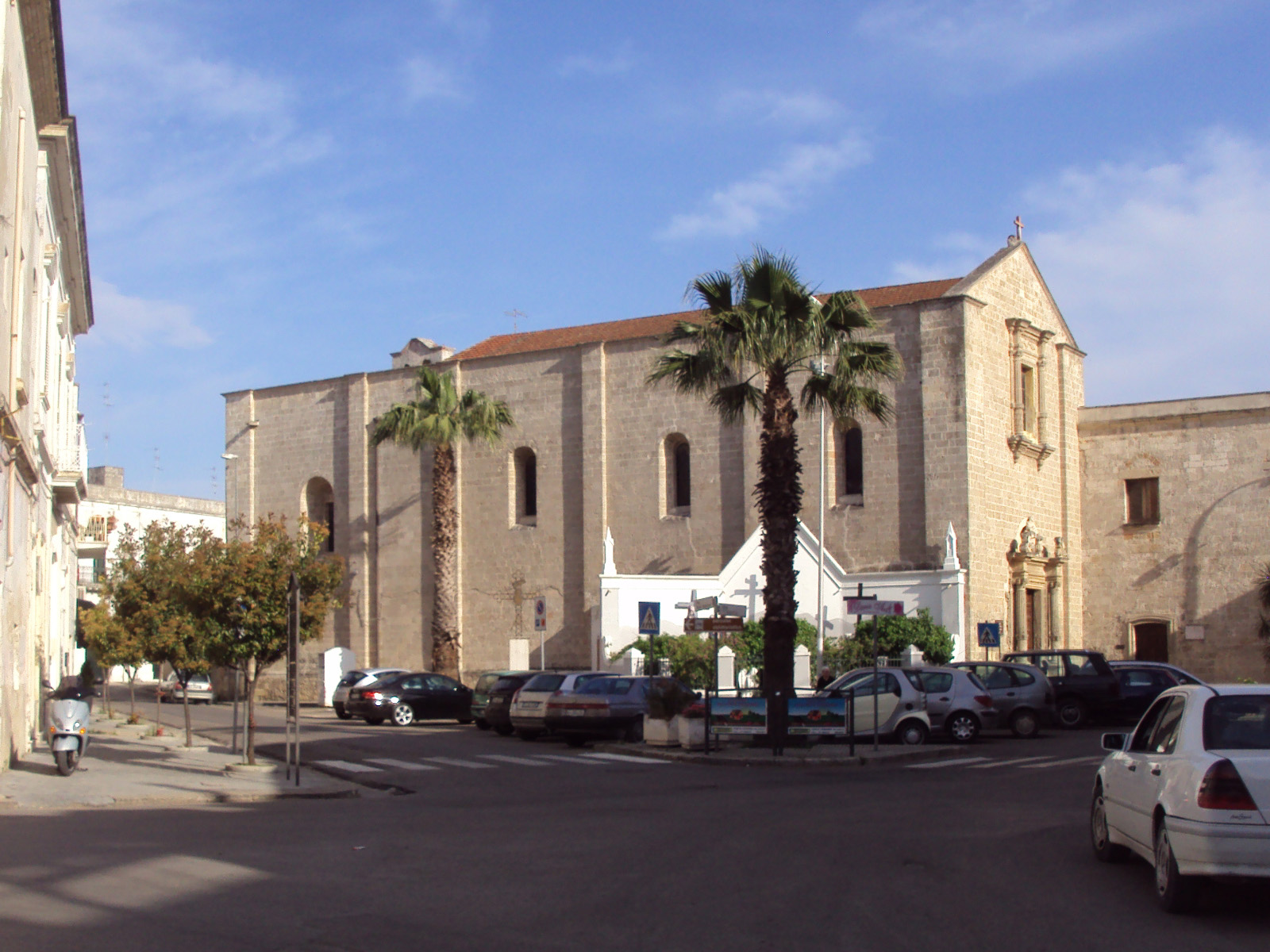
Convent van Santa Maria
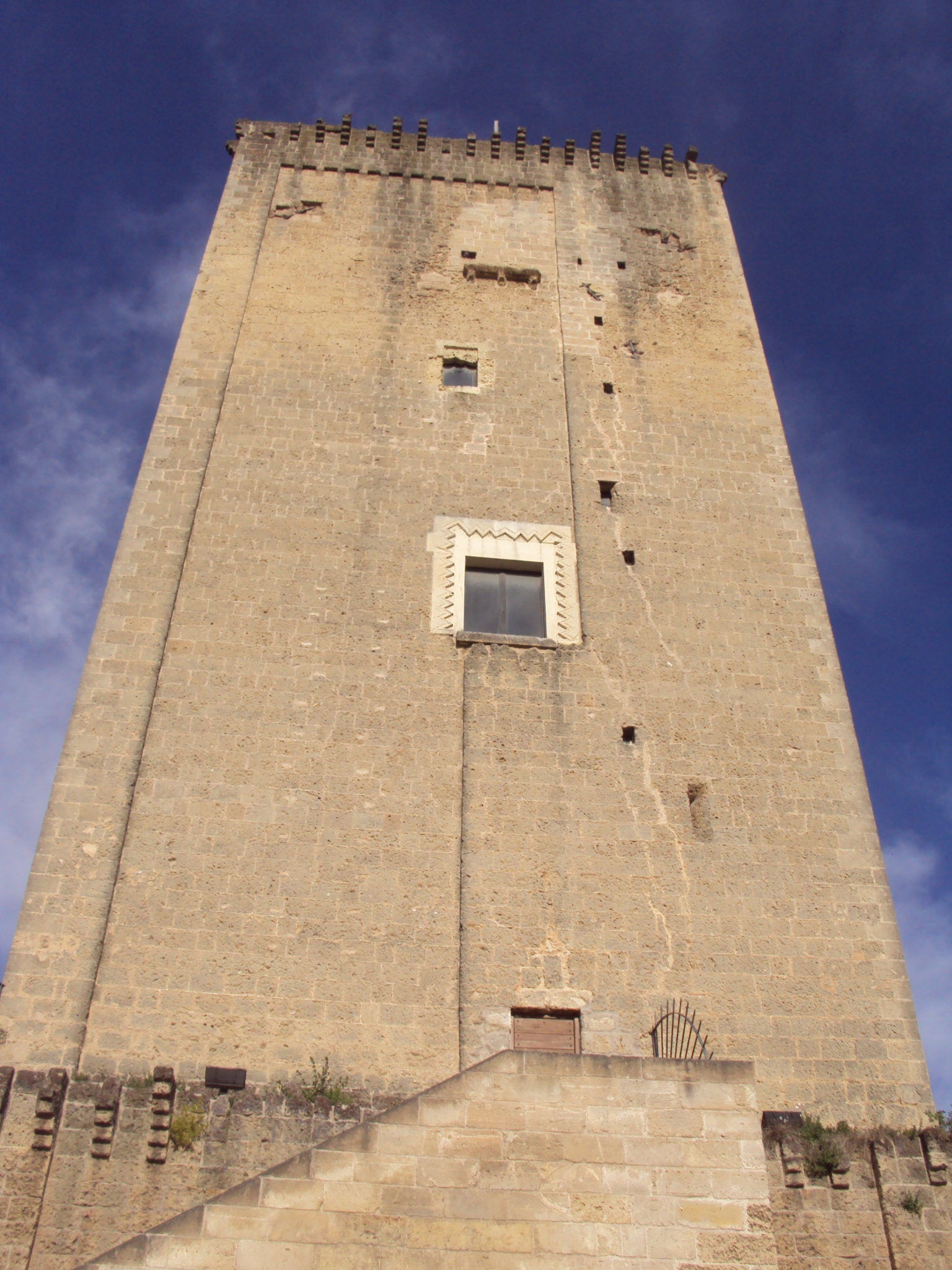
Toren van Federiciana
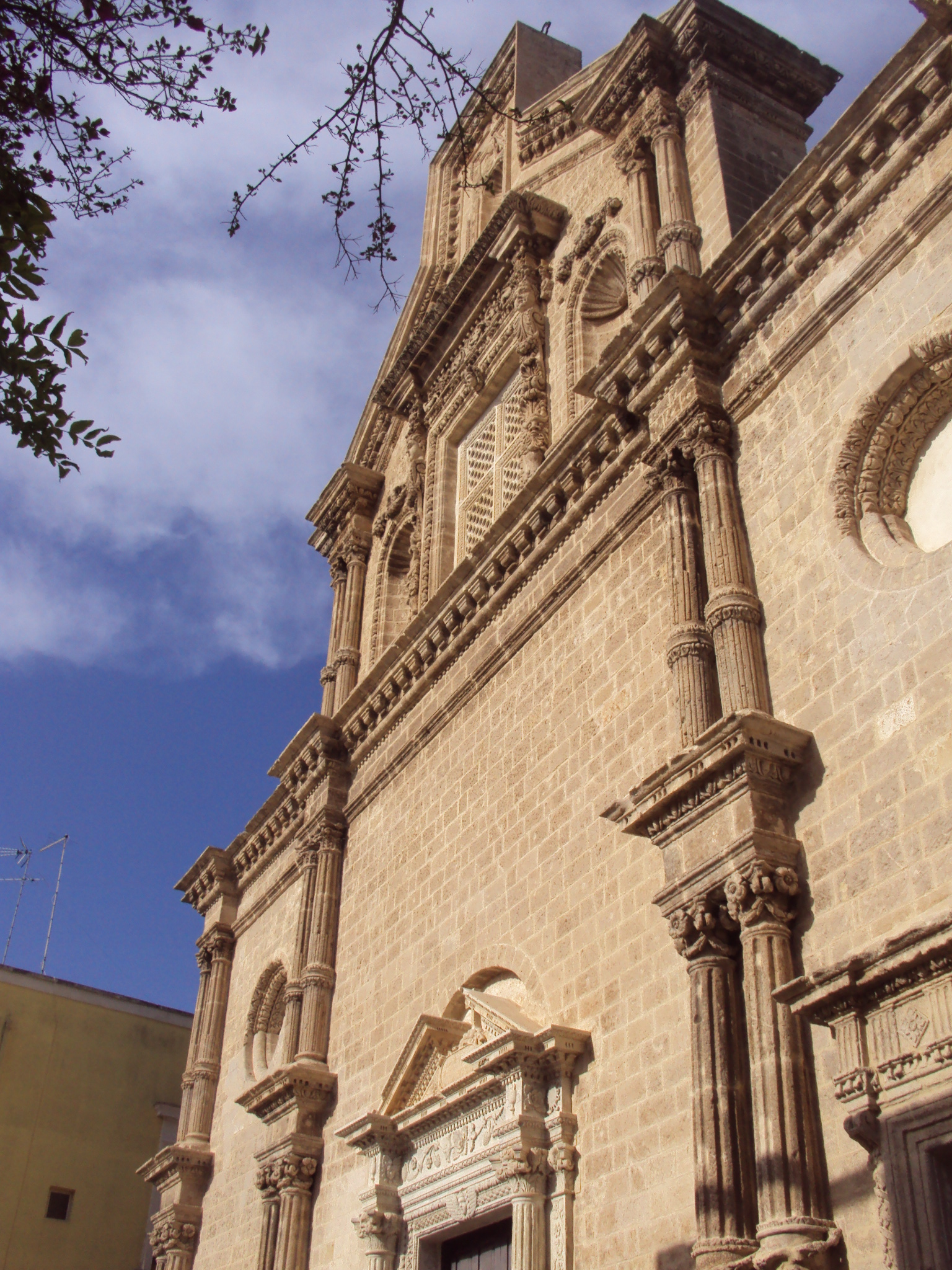
Parochiekerk van Leverano

## Demografie
Leverano telt ongeveer 4858 huishoudens. Het aantal inwoners steeg in de periode 1991-2001 met 2,9% volgens cijfers uit de tienjaarlijkse volkstellingen van ISTAT.
| Jaar | Inwoneraantal |
| ---- | ------------- |
| 1991 | 13.526        |
| 2001 | 13.914        |

## Geografie
Leverano grenst aan de volgende gemeenten: Arnesano, Carmiano, Copertino, Nardò, Veglie.